# Gustavo Cerati
Gustavo Adrián Cerati (Buenos Aires, 11 d'agost de 1959 - Buenos Aires 4 de setembre de 2014), fou un músic i compositor argentí. És conegut per haver format la banda Soda Stereo i per la seva carrera com a solista.

## Biografia
Va començar els seus estudis de guitarra molt petit, i ja amb dotze anys va formar un trio amb el qual es presentava en festes particulars. Va participar en els esdeveniments que es realitzaven en el col·legi religiós al que concorria (Instituto San Roque) acompanyat per altres estudiants i va arribar a dirigir el cor de l'església. Les seves primeres influències musicals van ser grups com King Crimson i especialment The Beatles, The Police i The Cure. També David Bowie, Pink Floyd i guitarristes com Jimmy Page de Led Zeppelin i Ritchie Blackmore de Deep Purple.
En el col·legi secundari va formar els grups "I.T." i "Koala", amb la qual va guanyar un concurs de cançó nadalenca en el Canal 9 de l'Argentina. Després va formar dues bandes simultànies, "Savage", de rock i blues, i "Vozarrón" de música de fusió. Savage estava integrada també per dos cantants angleses i solia actuar en un cabaret enfront del Parc Centenari. També va formar un trio anomenat "Triciclo".

## Soda Stereo
El 1982 Cerati va establir una estreta relació musical i d'amistat amb Héctor "Zeta" Bosio (amb el qual compartien estudis), que hauria de resultar decisiva en el futur d'ambdós, perquè a l'estiu de 1982, a Punta del Este, van decidir tornar a Buenos Aires i formar Soda Stereo. Gustavo i Zeta compartien els mateixos gustos i somnis musicals i van començar una recerca per a integrar un grup punk rock inspirat en The Police (que es va presentar en l'Argentina eixe any), amb temes propis, en castellà. En aquesta recerca pre-Soda van integrar junts la banda Morgan, després el grup Stress (amb Charly Amato i el bateria Pablo Guadalupe) i Projecto Erekto (amb Andrés Calamaro).

### Discos
- Soda Stereo (1983).
- Nada personal (1985).
- Signos (1986).
- Doble vida (1988).
- Languis (1989).
- Canción animal (1990).
- Dynamo (1992).
- Zona de promesas (1994)
- Sueño Stereo (1995).
- Comfort y música para volar (1996).

## Solista
Després de la dissolució de Soda Stereo, Cerati es va dedicar a l'experimentació electrònica amb Flavio Etcheto, formant un duo que van anomenar Oci i que va editar el seu disc Medida Universal a mitjan 1999. També va participar en un disc homenatge a The Police amb Andy Summers (guitarrista original del grup anglès)
Com a solista, va enregistrar cinc àlbums: Amor Amarillo (1994), Bocanada (1999), Siempre es Hoy (2002), Ahí vamos (2006) i Fuerza Natural (2009).

## Retorn de Soda Stereo
El juny de 2007, s'anuncia la tornada de Soda Stereo als escenaris amb una gira anomenada Me verás volver. Això ocorre després de diverses notes en les quals els ex integrants de la banda neguessin els rumors (que es van crear tot just separada la banda). Es van programar dos recitals en l'Estadi Monumental de Buenos Aires (mateix estadi que els va veure acomiadar-se) el 19 i 20 d'octubre, agregant-se després tres nous concerts per als dies 21 d'octubre, i 2 i 3 de novembre a causa de la impressionant demanda de venda dels primers dos dies. La gira va continuar per Xile, Perú, Veneçuela, Estats Units, Mèxic, Equador i Colòmbia.
No obstant això, els tres integrants una vegada finalitzada la gira, van tornar a les seves activitats personals.